# Escudo de Crimea

Escudo de armas menor

El escudo de Crimea (en ucraniano: Герб Автономної Республіки Крим, en ruso: Герб Автономной Республики Крым) es el escudo de armas oficial de la República Autónoma de Crimea de Ucrania. Actualmente es el escudo oficial de la República de Crimea de Rusia. Está en uso desde 1992 y fue adoptado oficialmente el 21 de abril de 1999.
Se ha recomendado que la bandera y el escudo de los tártaros de Crimea reemplacen a la bandera actual porque la bandera de los tártaros de Crimea representa al pueblo tártaro y la bandera de Crimea actual se asumeja los colores paneslavos.

## Descripción
Escudo varego y sobre campo de gules un grifo de plata, que sostiene en su pata una concha abierta, con una perla azul. Como sostenes figuran dos columnas de estilo clásico. En el timbre se representa el sol naciente y bajo el escudo descansa la bandera de Crimea, una cinta tricolor azul- blanco-rojo, donde aparece el lema de la República Autónoma de Crimea, en ruso: Процветание в единстве (traducido como La prosperidad en la unidad).

### Simbolismo
Desde el punto de vista de la heráldica, el escudo varego recuerda el hecho que la región fue durante mucho tiempo una encrucijada de las principales rutas comerciales. El campo de gules simboliza la historia heroica y dramática de la península. El grifo es un símbolo heráldico común en el territorio norte del Mar Negro y fue representativo de la antiguas ciudades del Quersoneso y Panticapea. Asimismo, el grifo también simboliza la protección de Crimea, representada en la perla azul. Las columnas evocan igualmente las antiguas colonias griegas en la península y el sol naciente simboliza la prosperidad de la joven república.

## Escudos históricos

Escudo de la Kanato de Crimea
Tamga (emblema) de la Dinastía Giray (Kanato de Crimea)
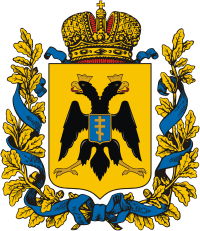
Escudo de la Gubernia de Táurida (Imperio ruso)
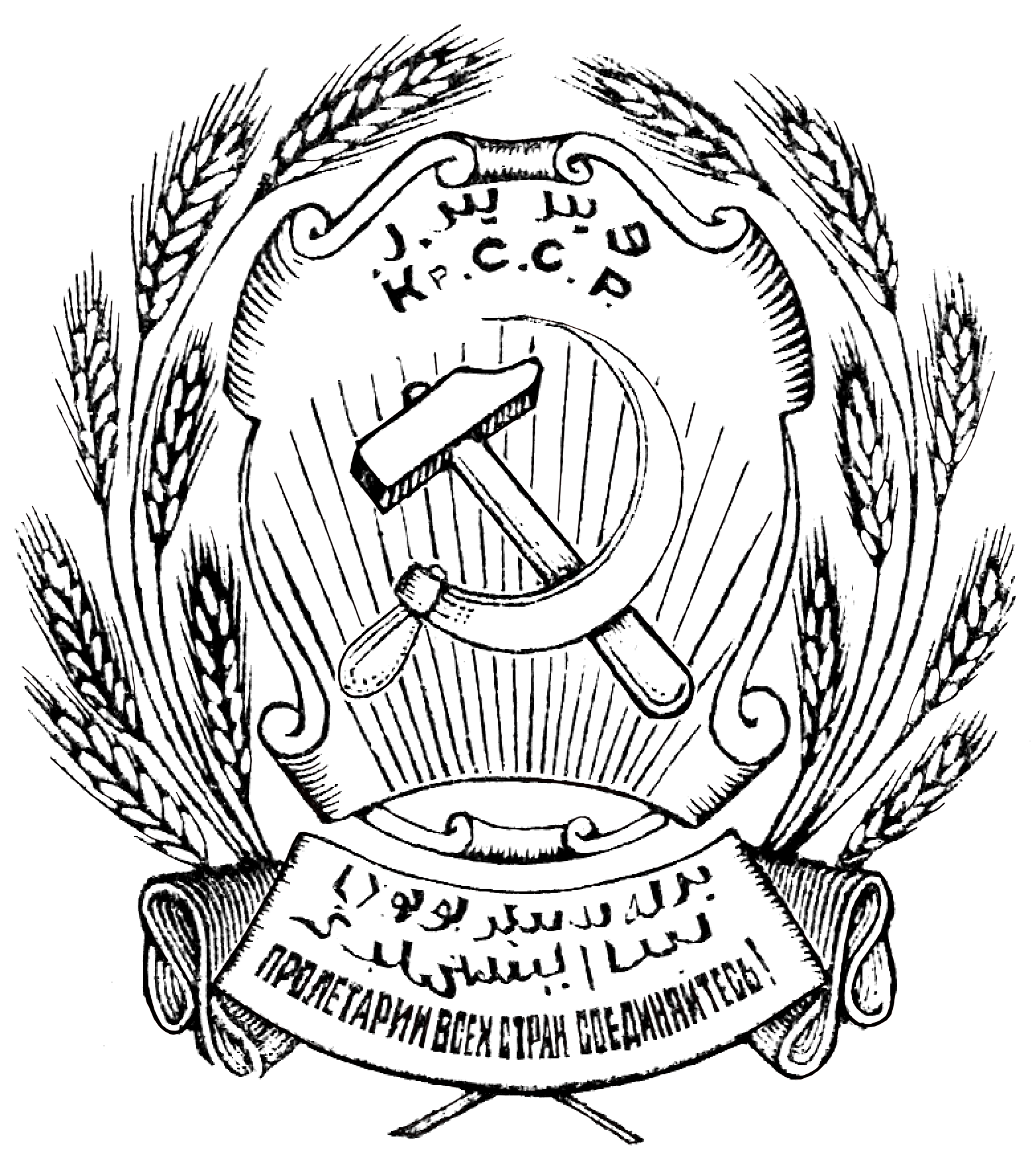
Escudo de la República Autónoma Socialista Soviética de Crimea de 1921 a 1928
Escudo de la República Autónoma Socialista Soviética de Crimea de 1938 a 1945